# Lando Macchi

Lando Macchi nel 1949 con la maglia del Torino

Lando Macchi (Ponsacco, 20 giugno 1930 – Pontedera, 9 agosto 2017) è stato un calciatore italiano, di ruolo centrocampista.

## Carriera
Ha disputato in Serie A 10 partite con la maglia del Torino debuttando in serie A il 15 maggio del 1949 dopo la tragedia di Superga e 31 in tre stagioni con la maglia del Bari.
Oltre alle tre stagioni in serie A, ha giocato con i pugliesi anche quella del vittorioso torneo del 1954-1955 in serie C (24 partite e 1 rete) e altre quattro in Serie B (106 presenze e 2 reti), per un totale di 8 stagioni, quasi sempre da protagonista.

## Palmarès

### Club

#### Competizioni nazionali
- Serie C: 1

Bari: 1954-1955